# یولامانوو
یولامانوو (به لاتین: Yulamanovo) یک منطقهٔ مسکونی در روسیه است که در باشقیرستان واقع شده‌است.